# Sehome Hill Arboretum
Sehome Hill Arboretum je 73hektarový zalesněný park v Bellinghamu, v americkém státě Washington, vedle kampusu Western Washington University. Přestože je nazýván arboretem, není uměle vysázen, naopak se jedná o přírodní les obsahující druhy rostlin, které jsou typické pro zdejší oblast. Správu parku mají na starost jak město, tak univerzita, jeho správní radu tvoří různí zaměstnanci města nebo univerzity, studenti univerzity a obyvatelé města. Pro studenty a obyvatele park nabízí 8 kilometrů turistických stezek, které lze zčásti využít i jako cyklostezky. V parku, konkrétně na vrcholku Sehome Hill, se také nachází 24 metrů vysoká rozhledna, která nabízí výhled na Bellinghamův záliv. Dále se zde nachází ručně vytvořený tunel z roku 1923 jímž původně procházela silnice. Jeho tvar napovídá, že byl vyroben pro auta typu Ford T, dnes do něj však auta nesmí, a tak je pouze částí jedné ze zdejších turistických stezek.
Na svazích kopce Sehome Hill byly v padesátých letech 19. století založeny uhelné doly poté, co zde uhlí nalezli dva vyhledávači Henry Hewitt a William Brown pracující pro pilařský závod Henryho Roedera. Uhelná společnost Bellingham Bay Coal Company zde začala těžbu v roce 1855 a šachty se prý nachází po celé rozloze parku, ačkoli jejich přesná umístění nebo vstupy do tunelů nejsou známy. Po celou dobu 19. století až do roku 1906 se zde také těžilo dřevo. V roce 1922 však bylo zdejší území vyhlášeno parkem, a mohlo tak znovu zarůst. Roku 1967 bylo prohlášeno za arboretum a byl sem zakázán vjezd automobilům.
Mezi druhy rostlin, které se v parku nachází, patří původní rostliny jako douglaska, jedlovec západní, zerav obrovský, olše, Acer macrophyllum, mahónie cesmínolistá, vonivka třešňová, pámelník, Holodiscus discolor, libavka shalon, Sambucus cerulea, brusnice drobnolistá, ostružník nutkajský a muchovník olšolistý. Mezi invazivní druhy v arboretu patří břečťan popínavý, brčál a pitulník žlutý.